# Miro Cerar
Miroslav (Miro) Cerar Jr. (Ljubljana, 25 augustus 1963) is een Sloveens advocaat en politicus. Tussen 2014 en 2018 was hij premier van Slovenië. Tevens was hij tussen 2014 en 2019 de politiek leider van de partij Stranka modernega centra (SMC, Moderne Centrumpartij) die voorheen de 'Partij van Miro Cerar' heette.

## Jeugd en opleiding
Cerar is een zoon van de gymnast, olympisch kampioen en advocaat Miroslav Cerar en Zdenka Cerar, de eerste vrouwelijke procureur-generaal van Slovenië (1999-2004); beide ouders waren topturners. Miro werd in de hoofdstad Ljubljana geboren, in het Joegoslavië van Tito, maar op jonge leeftijd verhuisde de familie naar Grosuplje toen zijn vader een carrière als advocaat begon. Op de lagere school interesseerde hij zich vooral in wiskunde en schaken, maar als de zoon van twee sportgrootheden probeerde hij zich ook te bekwamen in sport (voetbal, basketbal en skiën). Ook legde hij zich toe op het leren bespelen van de accordeon.
Vervolgens ging Cerar naar het Plečnik-gymnasium in Ljubljana en vervulde zijn militaire dienstplicht in Titograd, het hedendaagse Podgorica in Montenegro. Net als zijn ouders studeerde Cerar rechten aan de Universiteit van Ljubljana, waar hij in 1985 zijn latere vrouw Maja ontmoette.

## Carrière en persoonlijk leven
Begin jaren '90 was Cerar als secretaris en notulist betrokken bij een bijeenkomst in Kasteel Podvin, bij de voorbereiding van een nieuwe grondwet voor Slovenië. Vervolgens werd Cerar juridisch adviseur bij het parlement van Slovenië, vanaf 1993 als extern adviseur voor constitutionele zaken. Enkele jaren later scheidde hij van zijn vrouw Maja, en trouwde hij met zijn tweede vrouw Danica – met wie hij een zoon en dochter zou krijgen. In 1999 behaalde hij zijn doctorgraad met de verdediging van een thesis over de (ir)rationaliteit van de moderne wetgeving. 
Begin jaren 2000 ging Miro Cerar doceren aan de Universiei van Ljubljana op het gebied van rechsfilosofie, vergelijkend recht en juridische ethiek. In 2005 zette hij zich in voor een groep Joegoslaven die geen juridische status meer hadden na de onafhankelijkheid van Slovenië in 1991. In 2008 doceert Cerar een jaar als Fulbright scholar aan de Golden State University in San Francisco en bij Universiteit van Californië - Berkeley.  
In 2009 scheidde hij ook van zijn tweede vrouw.  
Van 2009 tot 2012 was hij achtereenvolgens vicevoorzitter en voorzitter van de Sodni svet (Judicial Council). Tussen 2000 en 2014 was hij dertien keer genoemd als een van de tien meest invloedrijke juristen van Slovenië.

## Politiek
Na het ontslag van de regering van Alenka Bratušek in mei 2014 kondigde Cerar zijn politieke ambities aan met een door hem op te richten partij. Vervolgens richtte hij begin juni een nieuwe partij op onder de naam Stranka Mira Cerarja (Partij van Miro Cerar), die later hernoemd zou worden naar de huidige naam, Stranka modernega centra (Moderne Centrumpartij) met dezelfde afkorting. Tijdens de verkiezingen in juli behaalde de partij 36 van de 90 zetels in het parlement, de grootste fractie in de geschiedenis van het land. Cerar werd vervolgens benoemd tot regeringsvoorzitter.
Na vier jaar premier te zijn geweest, verloor Cerar bij de verkiezingen in 2018 veel zetels. In het kabinet van zijn opvolger Marjan Šarec (2018-2020) had Cerar zitting als vicepremier en minister van Buitenlandse Zaken. Na een teleurstellend resultaat voor de SMC bij de Europese parlementsverkiezingen van 2019 besloot Cerar af te treden als partijleider. Hij werd in september van dat jaar opgevolgd door Zdravko Počivalšek. Na meningsverschillen met Počivalšek verliet Cerar de partij in maart 2020.

## Voetnoten en referenties
- Dit artikel of een eerdere versie ervan is een (gedeeltelijke) vertaling van het artikel Miro Cerar op de Engelstalige Wikipedia, dat onder de licentie Creative Commons Naamsvermelding/Gelijk delen valt. Zie de bewerkingsgeschiedenis aldaar.

1. 1 2 3  (en) Prime Minister. Geraadpleegd op 10 juli 2017.
2. 1 2 3 4 5 6  Andrej Agnic, Miro Cerar mlajši. Mladina.si. Gearchiveerd op 21 mei 2025. Geraadpleegd op 10 juli 2017.
3. ↑  Umrla je Zdenka Cerar. Prvi interaktivni multimedijski portal, MMC RTV Slovenija. Geraadpleegd op 10 juli 2017.
4. 1 2  (sl) Študent, INTERVJU – prof. dr. Miro Cerar. Gearchiveerd op 22 augustus 2017. Geraadpleegd op 10 juli 2017.
5. ↑  Cerar s svojo stranko na predčasne volitve. Prvi interaktivni multimedijski portal, MMC RTV Slovenija. Geraadpleegd op 10 juli 2017.
6. ↑  Cerar: Razdeljeno ljudstvo je šibko, kar vladajoči vedno izrabijo. Prvi interaktivni multimedijski portal, MMC RTV Slovenija. Geraadpleegd op 10 juli 2017.

- Gemeinsame Normdatei: 1107888840
- International Standard Name Identifier: 0000 0003 8549 7409
- Library of Congress Control Number: n96024476
- Nationale bibliotheek van Australië: 54361887
- Nationale en Universitaire bibliotheek Zagreb: 000431369
- Parlement.com: vjntfghe0yyl
- Système universitaire de documentation: 164112774
- Virtual International Authority File: 234015725
- WorldCat: E39PBJdrPfP4rHHMQ4WgqxYkjC

Lojze Peterle · Janez Drnovšek (1e) · Andrej Bajuk · Janez Drnovšek (2e) · Anton Rop · Janez Janša (1e) · Borut Pahor · Janez Janša (2e) · Alenka Bratušek · Miro Cerar · Marjan Šarec · Janez Janša (3e) · Robert Golob